# Horizontalidade
Horizontalidade é uma relação social que defende a criação, desenvolvimento e manutenção de estruturas sociais para a distribuição equitativa do poder de gestão. Essas estruturas e relacionamentos funcionam como resultado de uma autogestão dinâmica, envolvendo a continuidade da participação e da troca entre os indivíduos para alcançar os maiores resultados desejados do conjunto coletivo.

## Origem
Como termo específico, horizontalidade (em castelhano: horizontalidad) é atribuída aos movimentos radicais que surgiram em dezembro de 2001, na Argentina, após a crise econômica. Segundo Marina Sitrin, é uma nova criação social. Diferente de muitos movimentos sociais do passado, rejeitou programas políticos, optando por criar espaços diretamente democráticos e novas relações sociais.
O termo relacionado "horizontais" surgiu durante o Fórum Social Europeu sobre antiglobalização em Londres em 2004 para descrever as pessoas que se organizam em um estilo onde "aspiram a uma relação aberta entre os participantes, cujos encontros deliberativos (em vez de status representativo) constituem a base de quaisquer decisões," em contraste com "verticais" (verticalidade) que "assumem a existência e legitimidade de estruturas representativas, nas quais o poder de negociação é acumulado com base em um mandato eleitoral (ou qualquer outro meio de seleção que os membros de uma organização aceitem)".
Horizontalidade está relacionada às teorias do anarquismo comunista, ecologia social e municipalismo libertário, marxismo autonomista e economia participativa. Segundo essas escolas de pensamento, a horizontalidade parece ser um fator necessário para a liberdade real, pois permite a autonomia pessoal dentro de um quadro de igualdade social. Essas abordagens defendem um tipo de democracia direta socialista e conselhos operários (autogestão) ou conselhos de comunidade/bairro.
Segundo Paul Mason, "o poder dos movimentos horizontalistas é, em primeiro lugar, a sua replicabilidade por pessoas que nada sabem sobre teoria e, em segundo lugar, o seu sucesso em quebrar as hierarquias que procuram contê-los. Estão expostos a uma montagem de ideias, de uma forma que o conhecimento estruturado e difícil de conquistar das décadas de 1970 e 1980 não a permitia (...) A grande questão para os movimentos horizontalistas é que enquanto você não se articula contra o poder, você está basicamente fazendo o que alguém chamou de "reforma por tumulto": "um cara de moletom vai para a prisão por um ano para que um cara de terno possa aprovar a sua lei no parlamento".

## Prática
Neka, participante do movimento Piquetero de Solano, nos arredores de Buenos Aires, Argentina, descreveu a horizontalidad como:

"Primeiro começámos a aprender algo juntos, foi uma espécie de despertar para um conhecimento que era coletivo, e isto tem a ver com uma autoconsciência coletiva do que estava acontecendo dentro de todos nós. Primeiro começámos por nos interrogar uns aos outros, e a nós próprios, e a partir daí começámos a resolver as coisas em conjunto. Todos os dias continuamos a descobrir e a construir enquanto caminhamos. É como se cada dia fosse um horizonte que se abre diante de nós, e esse horizonte não tem receita nem programa, começamos aqui, sem o que ficou no passado. O que tínhamos era vida, a nossa vida a cada dia, as nossas dificuldades, problemas, crises, e o que tínhamos nas mãos na altura era o que íamos à procura de soluções. O início da prática da horizontalidad pode ser visto neste processo. Foi a caminhada, o processo de questionamento enquanto caminhávamos que enriqueceu o nosso crescimento, e nos ajudou a descobrir que a força é diferente quando estamos lado a lado, quando não há ninguém para nos dizer o que temos de fazer, mas sim quando decidimos quem somos. Não acredito que haja uma definição para o que estamos fazendo, sabemos como se faz, mas não vamos encontrar nenhuma definição, desta forma é semelhante à horizontalidad. Mais do que uma resposta a uma prática, é uma prática diária.
A minha perspectiva pessoal tem a ver com a ideia de liberdade, esta ideia de descobrir que temos um conhecimento coletivo que nos aproxima, que nos dá força, que nos leva a processos de descoberta. Isto está para além das teorias revolucionárias, teorias que todos conhecemos e ouvimos com tanta frequência, teorias que são frequentemente convertidas em ferramentas de opressão e de submissão. A prática da horizontalidad pode dar a possibilidade de romper isso e criar algo que nos dê a segurança de que podemos auto-organizar, e fazê-la bem, e fazê-la longe daqueles que tentam dizer-nos que a política deve ser feita de uma forma particular.
A construção da liberdade é um processo de aprendizagem que só pode acontecer na prática. Para mim, horizontalidad, autonomia, liberdade, criatividade e felicidade são conceitos que caminham juntos e são todas as coisas que ambas têm de ser praticadas e aprendidas na prática. Penso nas experiências ativistas anteriores que tive e recordo um sentimento poderoso de submissão. Isto inclui até a minha própria conduta, que muitas vezes era muito rígida, e era difícil para mim divertir-me, o que é algo são e que te fortalece, e se você faz isso coletivamente, é muito mais. Como no capitalismo, estávamos abrindo mão da possibilidade de nos divertirmos e sermos felizes. Precisamos de romper constantemente com esta ideia, temos vida e a vida que temos é para viver hoje, e não esperar tomar qualquer força para que possamos começar a nos divertir, creio que seja um processo orgânico".